# Mistrzostwa Afryki w Judo 1997
Mistrzostwa Afryki w judo rozegrano w Casablance w dniach 17–19 lipca 1997 roku.

## Tabela medalowa
| Poz.  | Państwo                  |    |    |    | Łącznie |
| ----- | ------------------------ | -- | -- | -- | ------- |
| 1.    | Algieria                 | 6  | 3  | 1  | 10      |
| 2.    | Maroko                   | 4  | 1  | 4  | 9       |
| 3.    | Południowa Afryka        | 2  | 1  | 4  | 7       |
| 4.    | Kamerun                  | 1  | 2  | 4  | 7       |
| 5.    | Senegal                  | 1  | 2  | 1  | 4       |
| 6.    | Egipt                    | 1  | 1  | 2  | 4       |
| 7.    | Gabon                    | 1  | 0  | 0  | 1       |
| .     | Tunezja                  | 0  | 3  | 4  | 7       |
| 9.    | Mauritius                | 0  | 1  | 4  | 5       |
| 10.   | Wybrzeże Kości Słoniowej | 0  | 1  | 2  | 3       |
| .     | Madagaskar               | 0  | 1  | 2  | 3       |
| 12.   | Nigeria                  | 0  | 0  | 3  | 3       |
| Razem | Razem                    | 16 | 16 | 31 | 63      |

## Medaliści

### Mężczyźni
| Konkurencja: | Złoto:                     | Srebro:            | Brąz:                             |
| −60kg        | Abdelouahed Idrissi Chorfi | Sami Mekni         | Umar Rabahi Laval Collett         |
| −65kg        | Ammar Murajdża             | Abdoul Karim Seck  | Makram Neili Duncan Mackinnon     |
| −71kg        | Nur ad-Din al-Jakubi       | Eddy Andre         | Abdelatif Zauia David Kouassi     |
| −78kg        | Adil Belgaïd               | Tolba Ridha        | Amady Mbaré Diop ----             |
| −86kg        | Ashraf Bahgat              | Yasin Silimi       | Jean-Claude Raphael Charles Etame |
| −95kg        | Serge Biwole Abolo         | Belkacem Hirech    | Mourad Zaghouan Antonio Felicité  |
| Ponad 95kg   | Kamil al-Arabi             | Abdelaui Abdelaziz | Ebode Tsanga Claude Ahmed Etaib   |
| Open         | Kamil al-Arabi             | Mourad Zaghouan    | Serge Biwole Abolo Ahmed Etaib    |

### Kobiety
| Konkurencja: | Złoto:              | Srebro:                   | Brąz:                                    |
| −48kg        | Khadija El Hamdaoui | Soleil Rasoafaniry        | Lovelyn Orji-Ben Tania D'Aguiar          |
| −52kg        | Salima Souakri      | Liezl Downing             | Louise Stephanie Zeh Naina Ravaoarisoa   |
| −56kg        | Lynda Mekzine       | Augustine Ndzouli Ndoumbe | Melanie Seidler Maryann Ekeada           |
| −61kg        | Henriette Möller    | Oukid Ourida              | Bilkisu Yusuf Suad Benabdelah            |
| −66kg        | Sally Buckton       | Lea Zahoui Blavo          | Hanitra Razanamalala Saida Dhahri        |
| −72kg        | Mélanie Engoang     | Ngo Batang Donna          | Marie Michele St. Louis Fatima El-Miftah |
| Ponad 72kg   | Samira Chhab        | Adja Marieme Diop         | Marguerita Goua Lou Sonia Ghorbel        |
| Open         | Adja Marieme Diop   | Sonia Ghorbel             | Samira Chhab Sally Buckton               |